# Faith Ringgold

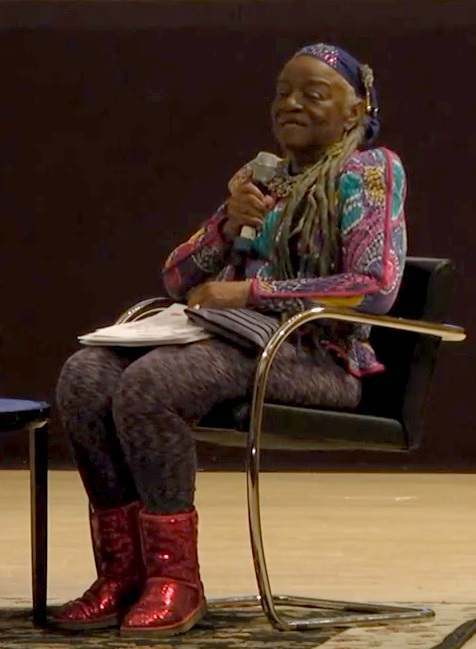
Faith Ringgold in 2017

Faith Ringgold, geboren als Faith Jones (Harlem (New York), 8 oktober 1930 – Englewood (New Jersey), 13 april 2024) was een Amerikaans kunstschilder, schrijver, mixed media-beeldhouwer en performancekunstenaar. Zij werd bekend door haar verhalende quilts.

## Biografie
Faith Ringgold was de jongste van de drie kinderen van Andrew Louis Jones en Willi Posey Jones. Zij stamden af van arbeidersgezinnen die ontheemd raakten door de Grote Afro-Amerikaanse volksverhuizing. Ringgolds moeder was modeontwerper. Haar vader was vrachtwagenchauffeur en een fervent verhalenverteller. Beiden stimuleerden de creativiteit van Faith Ringgold. Na de Harlem Renaissance lag het huis van Ringgolds jeugdjaren in een levendige en bloeiende wijk met kunstenaars. Mensen als Duke Ellington en Langston Hughes woonden dichtbij. Haar jeugdvriend, Sonny Rollins werd later een prominente jazzmuzikant. Hij kwam vaak op bezoek bij haar familie vaak en speelde saxofoon op hun feesten.
Als kind had Ringgold chronische astma. De beeldende kunst werd daardoor een belangrijk tijdverdrijf voor haar. Met steun van haar moeder experimenteerde ze vaak met kleurpotloden. Ze leerde ook creatief naaien van haar moeder. Later zei ze over haar jeugd: "Ik ben opgegroeid in Harlem tijdens de Grote Depressie. Dit betekende echter niet dat ik arm en onderdrukt was. We werden beschermd tegen onderdrukking en werden omringd door een liefdevolle familie." De toekomstige kunst van Ringgold werd sterk beïnvloed door de mensen, de poëzie en de muziek waarmee ze opgroeide, evenals het racisme, het seksisme en de segregatie waarmee ze in haar dagelijks leven te maken kreeg.
In 1950 schreef Ringgold zich in aan het City College van New York om als hoofdvak kunst te gaan studeren. In plaats daarvan moest zij als hoofdvak kunstonderwijs gaan studeren, omdat het City College geen vrouwen toeliet bij de opleiding die ze wilde gaan doen. In datzelfde jaar trouwde ze met jazzpianist Robert Earl Wallace. Met hem kreeg ze twee kinderen, Michele Faith Wallace en Barbara Faith Wallace. Vanwege zijn heroïneverslaving gingen ze in 1956 uit elkaar. Ondertussen studeerde ze bij kunstenaars Robert Gwathmey en Yasuo Kuniyoshi. Ze maakte kennis met graficus Robert Blackburn, met wie ze 30 jaar later zou samenwerken aan een reeks prints.
In 1955 behaalde Ringgold haar bachelorgraad aan het City College. Snel daarna werd zij leerkracht op een van de openbare scholen van New York. In 1959 behaalde ze haar mastergraad aan het City College en vertrok ze met haar moeder en dochters op een eerste reis naar Europa. Tijdens deze reis deed zij Parijs, Florence en Rome aan en bezocht ze vele musea, waaronder het Louvre. Vooral dit museum inspireerde haar voor een reeks quiltschilderijen die bekend staat als de Franse collectie. De reis werd echter voortijdig afgebroken vanwege het overlijden van haar broer in 1961. Faith Ringgold, haar moeder en haar dochters keerden allemaal terug naar de VS voor zijn begrafenis.
Op 19 mei 1962 trouwde ze met Burdette Ringgold, wiens naam zij aannam.
Faith Ringgold overleed op 13 april 2024. Ze werd 93 jaar oud.

### Activisme
Ringgold was sinds de jaren 1970 activist. Zij was lid van verschillende feministische en antiracistische organisaties. In 1968 richtten collega-kunstenaar Poppy Johnson en kunstcriticus Lucy Lippard samen met Ringgold het Ad Hoc Women's Art Committee op, waarmee ze protesteerden tegen een grote kunsttentoonstelling in het Whitney Museum of American Art. De commissie stelde de eis aan het museum dat vijftig procent van de exposanten vrouw moesten zijn. Ze gingen in het museum fluiten en zingen over de uitsluiting van vrouwen. Ze gooiden ook rauwe eieren en maandverband op de grond. In deze expositie waren niet alleen vrouwelijke kunstenaars uitgesloten, maar ook waren er geen Afro-Amerikaanse kunstenaars vertegenwoordigd. Zelfs Jacob Lawrence, een kunstenaar met werk in de vaste collectie van het museum, deed niet mee. Op 13 november 1970 werd Ringgold gearresteerd bij een protestactie.
Ringgold en Lippard werkten ook samen in de groep Women Artists in Revolution (WAR). Ringgold en haar dochter Michele Wallace stichtten de Women Students and Artists for Black Art Liberation (WSABAL). Rond 1974 waren Ringgold en Wallace de eerste leden van de National Black Feminist Organization. Ringgold was ook een van de oprichters van de "Where We At" Black Women Artists, een in New York gevestigd kunstcollectief voor vrouwen.
In 1988 richtte Ringgold samen met Clarissa Sligh de Coast-to-Coast National Women Artists of Color Projects op. Van 1988 tot 1996 exposeerde deze organisatie werken van Afro-Amerikaanse vrouwen.

### Fulltime kunstenaar en kunstdocent
In 1973 stopte ze met lesgeven aan de openbare school om zich fulltime te wijden aan het maken van kunst. In 1976 en 1977 reisde ze naar West-Afrika. Deze twee reizen hadden grote invloed op het werk dat zij later maakte, zoals haar maskers en haar beschilderde poppen.
In 1987 werd Ringgold docent Beeldende Kunst bij de Universiteit van Californië - San Diego. Ze bleef lesgeven tot haar pensionering in 2002.
In 1995 publiceerde Ringgold haar eerste autobiografie met de titel We Flew Over the Bridge. In 1997 ontving ze twee eredoctoraten, een voor onderwijs van het Wheelock College in Boston en een voor filosofie van het Molloy College in New York. Later ontving ze nog veel meer eredoctoraten.

### Rechtszaak over copyright
Ringgold was in 1997 eiseres bij een rechtszaak over auteursrecht, Ringgold v. Black Entertainment-televisie. Black Entertainment Television (BET) had afleveringen uitgezonden van de televisieserie Roc, waarin negen keer een poster van Ringgold in beeld kwam, in totaal gedurende 26,75 seconden. Ringgold klaagde BET aan wegens inbreuk op haar auteursrecht. De rechtbank oordeelde dat BET aansprakelijk was en verwierp het "de minimis"-verweer van BET. De televisiezender had betoogd dat het gebruik van Ringgolds auteursrechtelijk beschermde werk zo minimaal was dat het geen inbreuk zou zijn op haar rechten, maar de rechter ging daarin niet mee.

## Kunstwerken
Ringgold werk is heel divers en omvat schilderijen, quilts, beelden, performances en kinderboeken.

### Schilderijen
Ringgold begon haar schildercarrière in de jaren 1950 na het behalen van haar diploma als kunstdocent. Ze liet zich inspireren door de geschriften van James Baldwin en Amiri Baraka, door Afrikaanse kunst, impressionisme en kubisme. Haar vroege werk bevat veelal platte figuren en vormen. Hoewel ze veel aandacht kreeg met dit werk, voelden galeries en verzamelaars zich er niet prettig bij en verkocht ze heel weinig. Dit kwam ook doordat veel van haar vroege schilderijen gericht waren op racisme in alledaagse activiteiten. Haar werk was politiek geïnspireerd en weerspiegelde haar ervaringen uit haar jeugd tijdens de Harlem Renaissance. Deze thema's kwamen volledig naar voor in haar tijdens de hoogtijdagen van de burgerrechtenbeweging Civil Rights Movement en de vrouwenbeweging.
Geïnspireerd door kunstenaar Jacob Lawrence en schrijvers James Baldwin en Amiri Baraka - die schreven over discriminatie en de strijd van zwarte mensen in de Verenigde Staten - maakte Ringgold in 1963 haar eerste serie politieke schilderijen, de American People Series. Zij portretteerde hiermee de Amerikaanse levensstijl in relatie tot de burgerrechtenbeweging en illustreerde raciale interacties vanuit het standpunt van een vrouw. De serie laat de kijker nadenken over het "waarom" van enkele fundamentele raciale kwesties die in de Amerikaanse samenleving bestaan. In een artikel in het tijdschrift Hyperallergic uit 2019 merkte Ringgold op: "ik kon in de jaren zestig niet doen alsof alles in orde was. Ik kon geen landschappen schilderen - er was te veel aan de hand. Dit is wat mij inspireerde om de American People Series te maken." Olieverfschilderijen zoals For Members Only, Neighbours, Watching and Waiting en The Civil Rights Triangle hebben dan ook raciale (vrouwen)kwesties als thema.

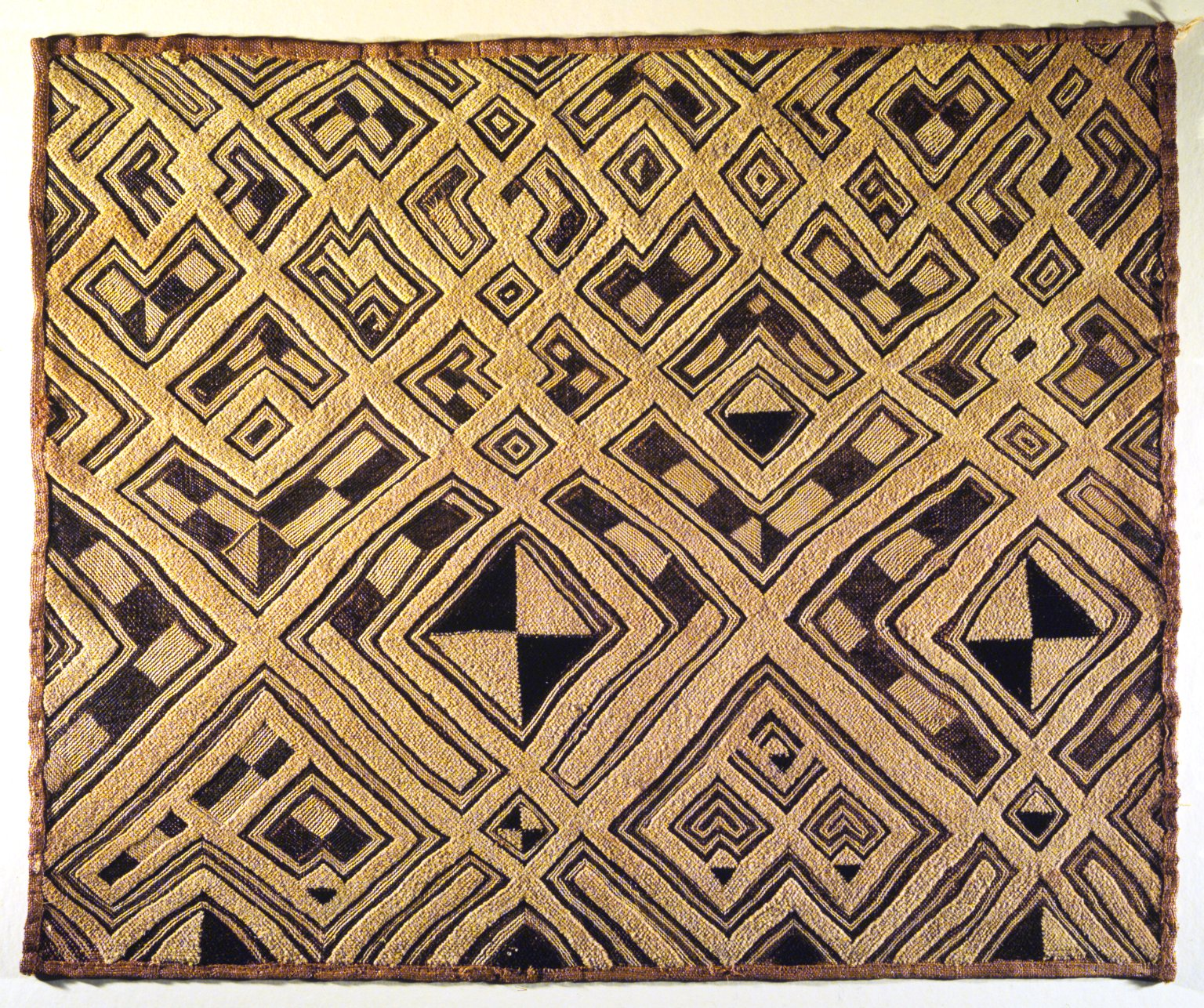
Een kleed van de Kuba

In 1972 maakte Ringgold gesponsord door het Creative Artists Public Service Program, een muurschildering voor de vrouwengevangenis op Rikers Island. Deze grootschalige muurschildering toont vrouwen in verschillende beroepen, als positieve alternatieven voor opsluiting. De schilderijen met portretten zijn geïnspireerd op uitgebreide interviews die Ringgold heeft gehouden met de vrouwelijke gevangenen. De muurschildering is verdeeld in driehoeken, met in elke driehoek een vrouwenportret. Daarmee verwijst Ringgold naar het textiel van de Kuba uit de Democratische Republiek Congo. Het was haar eerste openbare opdracht en het wordt beschouwd als haar eerste feministische werk.
Voor een expositie voor American People werkte Ringgold aan een collectie genaamd America Black (ook wel Black Light Series genoemd) waarin ze experimenteerde met donkerder kleuren. Zij had geconstateerd dat witte westerse kunst zich concentreert op de kleur wit en op licht-donker contrasten zoals het clair-obscur, terwijl in Afrikaanse kunst in het algemeen donkerdere kleuren werden gebruikt. In Afrikaanse kunst werd vooral kleur gebruikt om contrasten te creëren, in plaats van de toonwaarden in de westerse kunst. Dit bracht haar ertoe om een "zwarte esthetiek" na te streven. Haar serie American People eindigde met muurschilderingen op grotere schaal, zoals The Flag Is Bleeding, US Postage Stamp Commemorating the Advent of Black Power People en Die ("sterf"). DIt laatste schilderij is geïnspireerd op het schilderij Guernica van Picasso.
In de French Collection zocht Ringgold naar een manier om de pijnlijke historische erfenis van vrouwen en mannen van Afrikaanse afkomst te verwerken. Omdat Frankrijk in die tijd werd gezien als de bakermat van de moderne kunst, werd dit land ook de bron voor Afro-Amerikaanse kunstenaars om hun eigen "moderne" identiteit te zoeken.

### Quilts

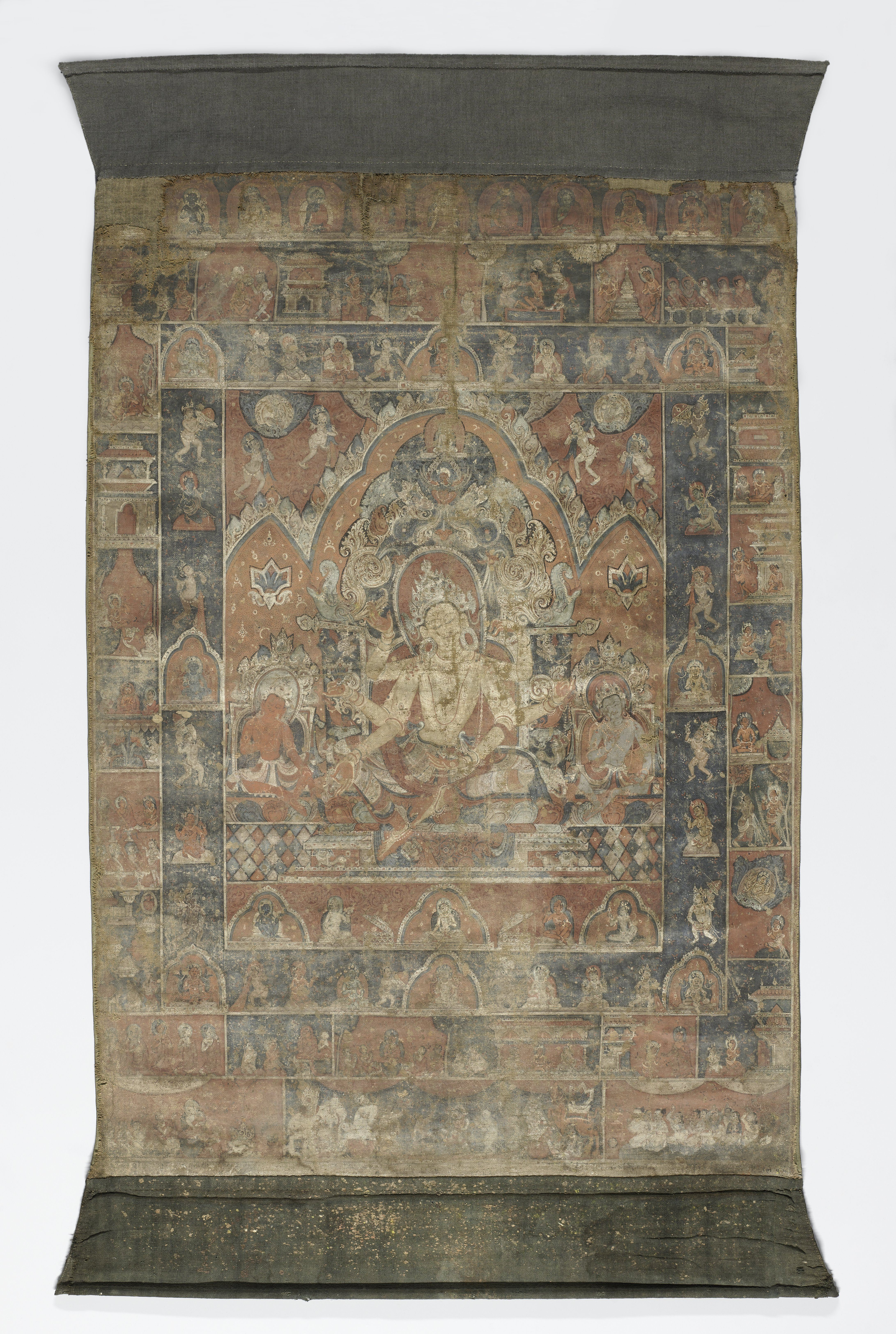
Schildering op doek van Vasudhara uit het Rijksmuseum, ca 1600/1700

Ringgold stapte van schilderen over naar textiel. Haar doel was om afstand te nemen van de westerse/Europese tradities; schilderkunst is immers vooral een westerse kunstvorm. In de zomer van 1972 ging Ringgold met haar dochter Michele naar Europa. Terwijl Michele vrienden in Spanje bezocht, ging Ringgold naar Duitsland en Nederland. In Amsterdam bezocht ze het Rijksmuseum. Daar zag zij een collectie Nepalese schilderijen, thanka’s, uit de 14e en 15e eeuw. Dit waren schilderijen die je kon oprollen om mee te nemen. Dit inspireerden haar om randen van textiel rondom haar eigen werk aan te brengen.
Toen ze terugkeerde naar de VS, begon ze aan The Slave Rape Series. Deze werken schilderde ze vanuit het standpunt van een Afrikaanse vrouw die gevangen werd genomen en als slaaf verkocht. Zij werkte in dit project samen met haar moeder, Willi Posey, die in de jaren 1950 kledingontwerper en naaister was in Harlem. Ringgold leerde in deze periode quilten in de Afrikaans-Amerikaanse traditie. De samenwerking met haar moeder leidde in 1980 tot hun eerste quilt, Echoes of Harlem.

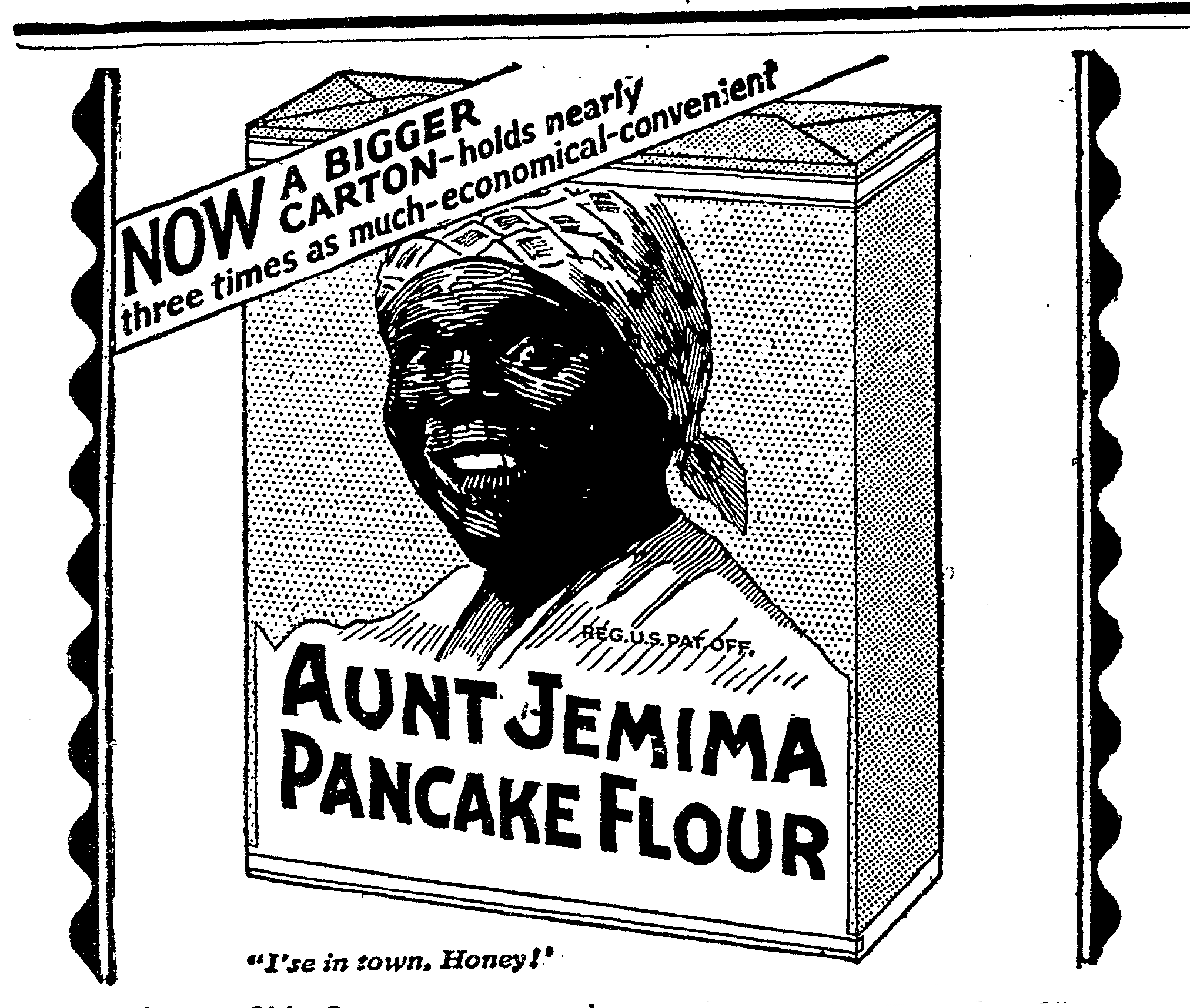
Reclame voor Aunt Jemina in een krant uit 1923

Ringgold vertelde haar eigen verhalen middels quilts, omdat niemand de autobiografie waaraan ze had gewerkt op dat moment zou publiceren; haar werk uit deze periode is dus zowel autobiografisch als kunstzinnig. In een interview met het Crocker Art Museum zei ze: "In 1983 begon ik als alternatief verhalen op mijn quilts te schrijven. Op die manier konden mensen mijn verhalen lezen, bijvoorbeeld als mijn quilts werden geëxposeerd of als ze werden gefotografeerd voor een boek." Zo maakte ze quiltverhalen waaronder Who's Afraid of Aunt Jemima? uit 1983 - geïnspireerd op de verpakking van een bekend Amerikaans merk van pancakes waar een zwarte vrouw op is afgebeeld. Deze quilts beschrijven het leven van een Afrikaanse vrouw die succesvol werd in het zakenleven. Change: Faith Ringgold's Over 100 Pounds Weight Loss Performance Story Quilt, uit 1986 gaat over haar eigen overgewicht en vooroordelen over vrouwen.

### Beeldhouwwerken
Vanaf 1973 ging Ringgold experimenteren met beeldhouwkunst. Haar sculpturen zijn divers: van maskers tot hangende zachte sculpturen, die echte of fictieve personages uit haar leven laten zien. Ze maakte een serie van elf maskerkostuums, genaamd de Witch Mask Series, net als bij de quilts samenwerkend met haar moeder. De maskers konden gedragen worden en waren niet alleen decoratief. Daarna maakte zij de serie Family of Woman Mask Series, die uit 31 werken bestaat.

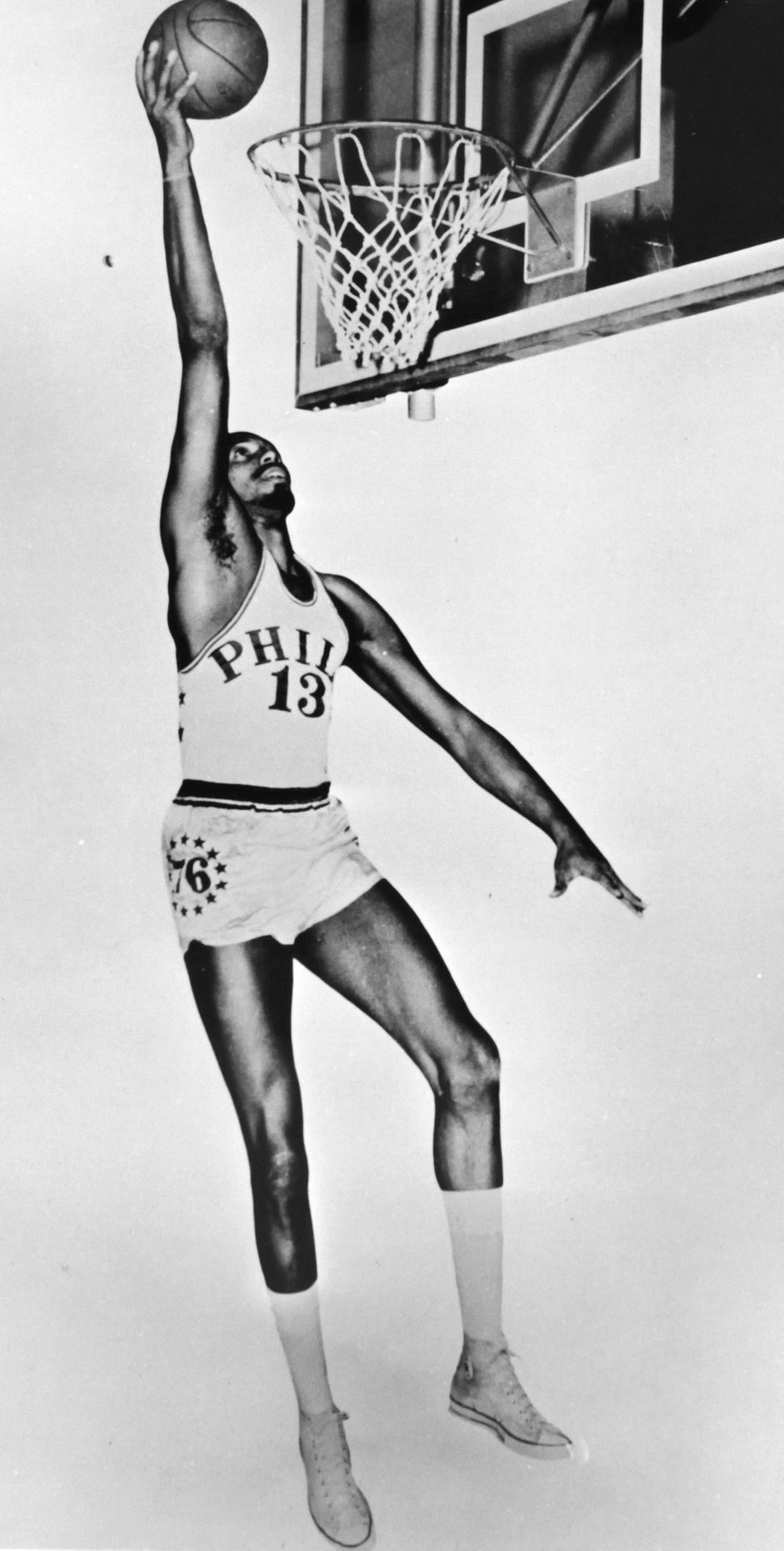
Wilt Chamerlain in 1967

Later ging ze poppen maken met beschilderde kalebassen als hoofd, en kostuums (ook gemaakt door haar moeder). De eerste was Wilt, een portretsculptuur van 2,20 m hoog van basketbalspeler Wilt Chamberlain, die 2,16 m lang was. Ze begon met Wilt als reactie op enkele negatieve opmerkingen die Chamberlain in zijn autobiografie maakte over Afro-Amerikaanse vrouwen. Wilt laat drie figuren zien: de basketbalspeler, een blanke echtgenote en een dochter met een gemengde huidskleur, de laatste twee fictieve personages. Ze maakte ook levensgrote portretpoppen van onbekende inwoners van Harlem maar ook van Martin Luther King Jr. Ze maakte de gezichten uit schuimmateriaal, zodat ze leken op de geportretteerde persoon en kleurde ze met verf uit een spuitbus. Omdat de gezichten van schuim niet duurzaam waren, moest ze de gezichten later repareren. Dit lukte haar door de gezichten met textiel te bedekken en ze zorgvuldig in de juiste vorm te brengen om de gelijkenis te behouden.

### Performance art
Veel van Ringgolds maskersculpturen konden ook als kostuum worden gedragen. Daarom zag zij het als een natuurlijke stap om performances te gaan geven. Ringgold werd geïnspireerd door de Afrikaanse traditie om verhalen, dans, muziek, kostuums en maskers te combineren. Haar eerste stuk was The Wake and Resurrection of the Bicentennial Negro. Dit werk was een reactie op de viering van tweehonderd jaar VS in 1976; een verhaal over de dynamiek van racisme en de onderdrukking van drugsverslaving. In dit stuk verwoordt zij de mening van veel Afro-Amerikanen - er was "geen reden om tweehonderd jaar Amerikaanse onafhankelijkheid te vieren ... bijna de helft van die tijd leefden wij in slavernij". Het stuk werd uitgevoerd in mime met muziek en duurde dertig minuten. Het bevatte veel eerder gemaakte schilderijen, sculpturen en installaties. Andere performances waren Being My Own Woman: An Autobiographical Masked Performance Piece, The Bitter Nest (1985), Change: Faith Ringgold's Over 100 Pound Weight Loss Performance Story Quilt (1986). Bij veel van deze uitvoeringen nodigde Ringgold haar publiek aan om met haar te zingen en te dansen. Volgens haar autobiografie We Flew Over the Bridge waren haar performances niet bedoeld om te choqueren, verwarren of boos te maken. Ze waren bedoeld als manier om haar verhaal te vertellen.

### Kinderboeken
Ringgold schreef en illustreerde tot 2020 17 kinderboeken. Haar eerste was Tar Beach, uitgegeven door Crown in 1991, gebaseerd op haar quiltverhaal Tar Beach. Voor dat boek ontving ze de Ezra Jack Keats New Writer Award en de Coretta Scott King Award for Illustration. Ze won ook de tweede prijs voor de Caldecott Medal, een prijs van de American Library Association voor illustraties.

## Wetenswaardigheden
- Een nieuwe basisschool en middelbare school in Hayward (Californië) werd in 2007 naar haar vernoemd: de Faith Ringgold School K-8.
- Ringgold werd genoemd in een hit Hot Topic van de Amerikaanse rockband Le Tigre.

## Exposities
In 2019 vond haar eerste expositie in Europa plaats, in de Londense Serpentine Gallery.
- Bibsys: 4036823
- Bibliothèque nationale de France: cb136206418 (data)
- Catàleg d'autoritats de noms i títols de Catalunya: 981061120242806706
- CiNii: DA15631071
- Gemeinsame Normdatei: 119404079
- International Standard Name Identifier: 0000 0000 7861 5604
- Library of Congress Control Number: n84150479
- Nationale Bibliotheek van Tsjechië: jo20241217725
- Nationale bibliotheek van Australië: 35800120
- Nationale Bibliotheek van Israël: 987007452350205171
- Nederlandse Thesaurus van Auteursnamen: 111592984
- Réseau des bibliothèques de Suisse occidentale: 02-A022271954
- RKD-Nederlands Instituut voor Kunstgeschiedenis: 321763
- SNAC: w64f4hp7
- Système universitaire de documentation: 070684138
- Trove: 1093056
- Union List of Artist Names: 500063866
- Virtual International Authority File: 96117658
- WorldCat: E39PBJk8Wq8tF3fgJTHpYtY3wC